# Заозерье (Лядская волость, у д. Ктины)
Заозерье — деревня в Плюсском районе Псковской области России. Входит в состав Лядской волости.
Расположена на юго-восточном побережье озера Ктинское, в 55 км к западу от райцентра Плюсса, в 14 км к северо-западу от волостного центра Ляды, в 0,7 км к северу от деревни Ктины.

## Население
Численность населения деревни на 2000 год составляла 9 человек, по переписи 2002 года — 13 человек.

## История
До 1 января 2006 года деревня входила в состав ныне упразднённой Заянской волости.